# 琴川河
琴川河历史文化街区位于中国江苏省常熟市，是该市的四个历史文化街区之一。
琴川原指常熟县城内，自北而南有七条发源虞山，向东流入运河的横港七溪，横贯城中，以泄山水，状如七根琴弦，分别位于学士桥（跨塘桥）、镇桥、县桥（弦歌桥）、香花桥、黄柏桥、仓浜桥以及小洋子桥下。目前横港七溪大部分已经消失。
现在的琴川河是指纵贯常熟市城区，从水北门至南门的运河。沿河自北向南，有滑石桥、广慧桥（通江桥）、瞿桥、通济桥（坊桥）、文学桥（醋库桥）、迎恩桥、湾湾桥、兴贤桥、显星桥等众多桥梁。
2004年6月18日，琴川河公布为常熟市文物保护单位。目前，琴川河历史文化街区已成为国家历史文化名城常熟的四个历史文化街区之一。 